# Друг мой, Колька!
«Друг мой, Колька!..» — советская кинодрама о школе, экранизация одноимённой пьесы А. Хмелика. Премьера картины состоялась 13 мая 1961 года. За 1961 год фильм посмотрели 23,8 миллионов зрителей.

## Сюжет
В школе, где старшей пионервожатой работает Лидия Михайловна, внешне всё благополучно, но за аккуратно составленными планами скрываются формализм, равнодушие и скука. Самой Лидии Михайловне её работа надоела, детей она не любит, благоволит только подхалимам. В это время местная автобаза направляет в подшефную школу отрядным пионервожатым своего шофёра Сергея Руденко, умного и честного парня. Он быстро понимает: детям скучно в школе, их не увлекает пионерская работа. Не находя себе применения, ребята объединяются вокруг Кольки Снегирёва и в знак протеста создают подпольную организацию ТОТР (Тайное общество троечников) под девизом: «Помогать обиженным и слабым, мстить зубрилам и выскочкам». Об этом становится известно, и старшая пионервожатая начинает расследование. Тем временем новый пионервожатый с помощью школьников начинает ремонт подаренного автобазой старого автомобиля, на котором позже весь класс собирается отправиться в путешествие по Кавказу. Ребята, включая и членов «тайного общества», тянутся к живому делу, но старшая пионервожатая, не приемлющая никаких перемен, гнёт свою линию. В школе назревает серьёзный конфликт.

## В ролях
- Александр Кобозев — Колька Снегирёв
- Анна Родионова — Маша Канарейкина
- Алексей Борзунов — Юра Устинов, председатель совета отряда
- Виктор Онучак — Федя Дранкин
- Татьяна Кузнецова — Клава Огородникова
- Анатолий Кузнецов — Сергей Руденко, отрядный пионервожатый
- Антонина Дмитриева — Лидия Михайловна Иванова, старшая пионервожатая
- Виталий Ованесов — Валерий Новиков, председатель совета дружины
- Савелий Крамаров — Вовка Пименов (Пимен), хулиган
- Борис Новиков — Кузьма Михалыч (Кузя), секретарь комсомольской организации автобазы
- Людмила Чернышёва — Нина Александровна Новикова, председатель родительского комитета
- Игорь Косухин — Исаев, хулиган
- Светлана Харитонова — Евгения Петровна, учительница
- Юрий Никулин — Вася, шофёр автобазы
- Евгений Тетерин — Фёдор Фёдорович, директор школы
- Анатолий Елисеев — «Абажур», уголовник
- Никита Михалков — школьник (не указан в титрах)
- Олег Видов — мотоциклист (эпизод не вошёл в фильм)

## Съёмочная группа
- Авторы сценария: Александр Хмелик, Сергей Ермолинский
- Режиссёры: Алексей Салтыков, Александр Митта
- Оператор: Виктор Масленников
- Художник: Александр Жаренов
- Композитор: Лев Шварц (текст песен Булата Окуджавы)

Фильм «Друг мой, Колька!..» был дипломной работой, для которой, по существовавшим правилам, выделялось количество плёнки только на короткометражный фильм, и тогда два режиссёра (с разных потоков ВГИКа) объединились и сняли совместный полнометражный фильм. В фильме первую роль в кино ― мотоциклиста, вручающего цветы девушке, ― сыграл Олег Видов. Его эпизод в итоге был вырезан из фильма, но во время съёмок Видов познакомился и сдружился с Савелием Крамаровым (позже оба эмигрировали из СССР).